# Conduttore elettrico
Il conduttore elettrico è un materiale in grado di far scorrere corrente elettrica al suo interno. I materiali conduttori sono caratterizzati dalla presenza di elettroni liberi nella banda di valenza degli atomi del reticolo cristallino (conduttori di prima specie) o contengono specie ioniche che si fanno carico di trasportare la corrente (conduttori di seconda specie).
La conducibilità elettrica di un conduttore di prima specie può essere interpretata mediante il modello delle bande. La carica netta su un conduttore si distribuisce sulla sua superficie, poiché in questo modo le singole cariche (che si respingono) massimizzano la loro distanza reciproca raggiungendo una configurazione che minimizza l'energia.

## Fisica dei conduttori elettrici

### Conduttori in equilibrio
All'interno dei conduttori sono presenti cariche elettriche libere di muoversi, pertanto una volta raggiunto l'equilibrio elettrostatico, necessariamente il campo elettrico all'interno del conduttore è pari a zero (se così non fosse le cariche sarebbero accelerate e non vi sarebbe equilibrio). Tenendo conto di questo e grazie al teorema del flusso si ha che le cariche elettriche (o meglio gli eccessi di carica) si dispongono sulle superfici esterne dei conduttori.
Essendo
{\displaystyle {\vec {E}}_{0}=-{\vec {\nabla }}V_{0}=-\mathrm {grad} V_{0}}
il campo nullo significa che lo spazio entro il conduttore è equipotenziale. È possibile dimostrare che, fissate le condizioni esterne, la distribuzione di carica superficiale del conduttore è unica (a meno di un coefficiente costante che dipende dal potenziale) e dipende dalla geometria del conduttore. 
Si deve notare che questa è una definizione media macroscopica. Nelle immediate vicinanze dei nuclei atomici ci sono campi elettrici molto intensi, che tengono legati gli elettroni non liberi. 
All'esterno della superficie e in prossimità di essa per il teorema di Coulomb:
{\displaystyle |{\vec {E}}_{0}|={\frac {|\sigma |}{\epsilon _{0}}}}
dove {\displaystyle \sigma } è la densità di carica superficiale. Inoltre, poiché il campo è nullo entro il conduttore, il vettore campo elettrico ha direzione normale in ogni punto alla superficie:
{\displaystyle {\vec {E}}_{0}={\frac {\sigma }{\epsilon _{0}}}\cdot {\vec {n}}}
Si nota che il valore del campo elettrostatico è maggiore dove {\displaystyle \sigma } è maggiore, ed è possibile dimostrare che la densità superficiale di carica è maggiore dove il raggio di curvatura della superficie è minore. In altre parole il campo elettrostatico è più intenso nelle zone di una superficie a forma di punta, per via del cosiddetto fenomeno del potere disperdente delle punte. Da questo effetto hanno origine molti fenomeni come la formazione di scintille tra elettrodi di forma appuntita. Il discorso fatto finora non vale soltanto per singoli conduttori, ma anche per sistemi di più corpi conduttori posti a contatto, ad esempio, tramite un filo conduttore.

### Conduttore con cavità
Nel caso il conduttore presenti una o più cavità al suo interno i risultati non cambiano. In effetti se si vuole calcolare il flusso di Gauss entro la cavità esso è nullo poiché non contiene cariche. Anche dentro una cavità il campo elettrostatico è nullo. Il potenziale elettrico rimane costante.

### Induzione elettrostatica

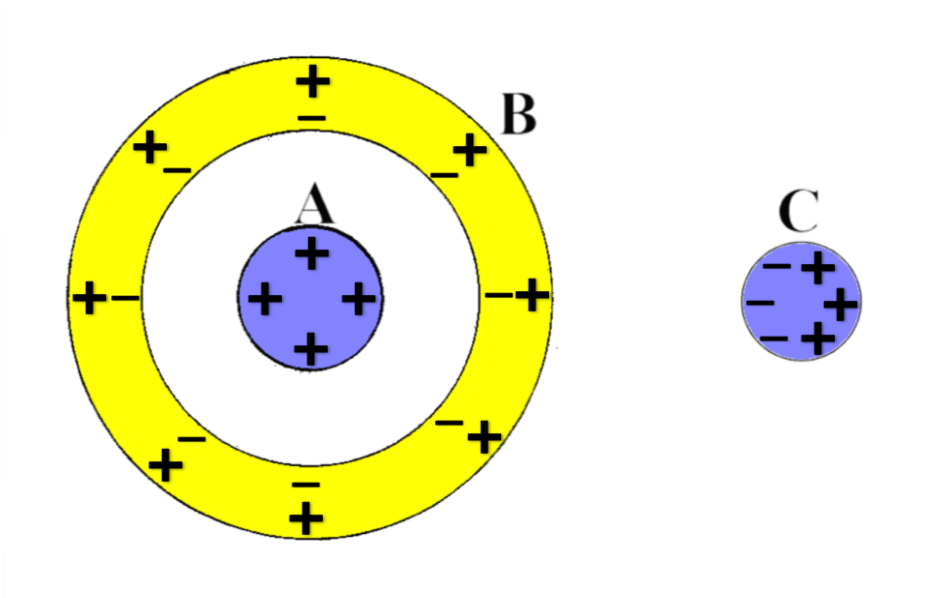
Rappresentazione del fenomeno di induzione elettrostatica. In questo caso il corpo A carico positivamente provoca la ridistribuzione delle cariche del corpo cavo B entro cui il corpo A è contenuto, e a sua volta il corpo B provoca una ridistribuzione delle cariche del corpo C posto in prossimità di esso.

Un altro fenomeno di particolare rilevanza è l'induzione elettrostatica; tale fenomeno porta un conduttore a dividere le sue cariche se messo in prossimità di un altro corpo carico. Un esempio di induzione elettrostatica si ha nel caso di due conduttori di cui uno cavo che contiene un altro conduttore (per esempio positivo). Se i due conduttori non sono posti a contatto, la parete interna del conduttore cavo si carica negativamente poiché le cariche negative vengono attratte dal conduttore interno e quelle positive vengono respinte dallo stesso. Così sulla superficie esterna del conduttore cavo si ha una carica positiva uguale a quella del conduttore interno, in modo da mantenere equipotenziale lo spazio occupato dai due conduttori.
Si parla di induzione completa quando due conduttori sono disposti in maniera tale che tutte le linee di flusso partono da un conduttore e arrivano sull'altro. Due conduttori tra cui ci sia induzione completa formano un condensatore. Caratteristica quantitativa dei conduttori e dei condensatori è la capacità elettrica, che rappresenta appunto la capacità di un conduttore o condensatore di immagazzinare energia.

## Materiali conduttori
I materiali metallici (metalli e loro leghe) sono in genere buoni conduttori; i migliori in ordine decrescente sono:
- argento;
- rame;
- oro;
- alluminio;
- zinco;
- cromo;
- iridio;
- tungsteno;
- nichel;
- ferro;
- platino;
- piombo.

D'altra parte possono condurre facilmente l'elettricità anche:
- acqua (solo se non pura);
- Terra;
- corpo umano.

## Collegamento a massa
Quando un conduttore carico viene collegato "a massa" (per esempio la Terra), dopo un breve istante la differenza di potenziale tra i due conduttori si annulla, poiché la carica presente sul conduttore si trasferisce tutta alla massa, lasciando il conduttore neutro.